# エドゥアール・リュカ

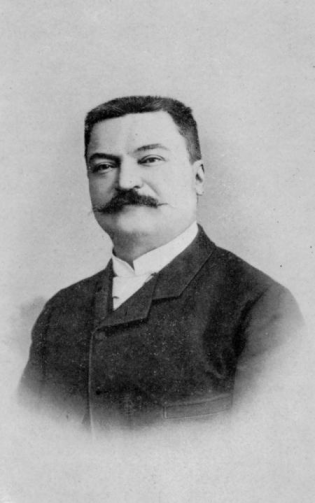
エドゥアール・リュカ

フランソワ・エドゥアール・アナトール・リュカ（François Édouard Anatole Lucas、1842年4月4日 - 1891年10月3日）は、フランスのアミアン出身の数学者。フィボナッチ数の研究で知られ、その第 n 項を求める公式を与えた。また、フィボナッチ数列の一般化であるリュカ数列は彼にちなんで名付けられた。

## 人物・経歴
エコール・ノルマル・シュペリウールで学び、天文台に勤めた後、パリで数学の教授になった。なお、普仏戦争が勃発した1870年に、フランス陸軍の砲兵士官として従軍した経験がある。
リュカは素数判定法、すなわちある整数が素数であるか否かを判定する方法の考案者として有名である。1857年、15歳のときにリュカ数列を用いた方法でメルセンヌ数の一つ 2127 - 1 の素数判定を始め、19年後の1876年、ついにその数が素数であることを確かめた。計算機の無い時代のことであるから、それは手計算によるものであった。それからおよそ76年間もの間、この数は知られている中では最大の素数であり続けた。1952年、計算機によってさらに大きな素数が発見されたが、リュカの発見した素数が、手計算で素数であることが確かめられた最大のものであり続けることは確実である。デリック・ヘンリー・レーマー (en) は、リュカの判定法を改良し、今日ではリュカ-レーマーテストと呼ばれる、メルセンヌ数に対する素数判定法を確立した。
1875年には、ディオファントス方程式
{\displaystyle \sum _{n=1}^{N}n^{2}=M^{2}\;}
が 1 より大きい整数解として N = 24, M = 70 を唯一の解に持つことを示せ、という問題を提示した。この問題は俗に「リュカのキャノンボール問題」と呼ばれる。リュカ自身の証明は不完全であり、完全な証明が初めて与えられたのは1918年のことである。その証明は超楕円関数を用いた複雑なものであったが、現在はもっと易しい証明が知られている。
数学パズルにも興味を持ち、二進法を用いてチャイニーズリングの解法を表した。さらに、現在でもアルゴリズムやプログラムの教材としてよく用いられるパズル、ハノイの塔を考案し販売した。ハノイの塔についてリュカは由来として N. Claus de Siam（シャムのクラウス）という名を挙げているのだが、これはLucas d'Amiens（アミアンのリュカ）のアナグラムとなっていることから、全てリュカの創作と考えられている。
リュカは珍しい状況で死を迎えた。フランス科学協会 (fr) の年会における晩餐会で、ウェイターが落とした陶磁器の破片がリュカの頬を切った。その数日後、おそらくは敗血症によるひどい皮膚炎のために他界した。わずか49歳での出来事であった。

## 著作
- Lucas, Edouard (1878). “Théorie des Fonctions Numériques Simplement Périodiques” (French) (PDF). American Journal of Mathematics (Johns Hopkins University Press) 1 (2):  pp. 184-240 et 289-321. doi:10.2307/2369308.
  - Lucas, Edouard (1969) (English) (PDF). The Theory of Simply Periodic Numerical Functions. Translated by Sidney Kravitz. Fibonacci Association. p. 77 - Lucas(1878)の前半の英訳。